# Roger De Coninck
Pour les articles homonymes, voir Roger De Coninck (homonymie).
Roger De Coninck, né le 9 août 1939 à Louvain, (Brabant Flamand), est un coureur cycliste belge, professionnel de 1961 à 1968.

## Palmarès
- 1960
  - Classement général du Tour de Belgique amateurs
  - Stadsprijs Geraardsbergen
  - 2e de Bruxelles-Enghien
  - 3e de Bruxelles-Opwijk
- 1961
  - 2e de Halle-Ingooigem
  - 2e du Grote Prijs Dr. Eugeen Roggeman
- 1962
  - Circuit des régions fruitières
  - 2e du Grand Prix de Vilvoorde
  - 3e du Het Volk
- 1963
  - Tour du Brabant
- 1964
  - Champion du Brabant flamand du contre-la-montre par équipes
  - 3e de Hoeilaart-Diest-Hoeilaart
  - 3e de Tielt-Anvers-Tielt
- 1965
  -  Champion de Belgique interclubs
  - Circuit des régions fruitières
  - 3e du Tour du Limbourg
  - 3e du Circuit des régions flamandes
- 1966
  - 2e du Grand Prix de Monaco
- 1967
  - Champion du Brabant flamand du contre-la-montre par équipes

## Résultats sur les grands tours

### Tour d'Italie
- 1961 : abandon (6e étape)